# Ripon (Quebec)
Ripon es un municipio canadiense situado en la provincia de Quebec.

## Superficie
Ripon tiene una superficie de 129,93 km².

## Demografía
En 2021, tenía 1735 habitantes, una densidad poblacional de 13,4 hab./km², y 1009 viviendas.